# Oncostoma cinereigulare
El mosquerito piquicurvo norteño (Oncostoma cinereigulare), también conocido como mosquero pico curvo, o mosquerito piquicurvo, o picocurvo norteño (en México), mosquero piquidoblado (en Honduras), picotorcido norteño (en Nicaragua), piquitorcido norteño (en Costa Rica) o piquitorcido cinéreo (en Colombia), es una especie de ave paseriforme de la familia Tyrannidae, una de las dos pertenecientes al género Oncostoma. Es nativo del sur de México y de América Central.

## Distribución y hábitat]
Se distribuye desde el sur de México (sur de Veracruz, norte de Oaxaca), por ambas pendientes de Guatemala, Belice, Honduras, Nicaragua, El Salvador, Costa Rica, hasta el oeste de Panamá (por la pendiente caribeña al este hasta el oeste de Colón y por la pendiente del Pacífico en el oeste de Chiriquí). Un espécimen del noroeste de Antioquia, en Colombia, identificado como perteneciendo a la presente, con base en las partes inferiores amarillas, posiblemente representa una población disjunta separada de la más próxima en el oeste de Panamá por 400 -600 km; sin embargo, las pequeñas variaciones en el color del vientre de la presente especie, levantaron dudas sobre la verdadera identidad de aquel espécimen; exámenes más recientes parecen confirmar la identificación.
Habita en los enmarañados y en la densa vegetación del sotobosque de selvas húmedas de tierras bajas y en los bordes, en bosques caducifolios tropicales, y en crecimientos secundarios y áreas arbustivas semiabiertas; desde el nivel del mar hasta los 1200 m de altitud, llegando localmente hasta los 1450 m.

## Sistemática

### Descripción original
La especie O. cinereigulare fue descrita por primera vez por el zoólogo británico Philip Lutley Sclater en 1857 bajo el nombre científico Todirostrum cinereigulare; su localidad tipo es: «Córdoba, Veracruz, México».

### Etimología
El nombre genérico masculino «Oncostoma» se compone de las palabras del griego «onkos» que significa ‘peso’, y «stoma, stomatos» que significa ‘boca’; en referencia al pico robusto de las especies del género; y el nombre de la especie «cinereigulare» se compone de las palabras del latín «cinereus» que significa ‘de color ceniza’, y «gularis» que significa ‘de garganta’.

### Taxonomía
Algunas veces ha sido considerada conespecífica con Oncostoma olivaceum, la continuidad de la separación depende de la confirmación de una presunta distribución parapátrica. Se diferencian por el pecho y garganta de color gris pálido estriado blanco más contrastante y no de color oliva pálido estriado amarillo; alas más largas y el pico algo más corto; pero los cantos son virtualmente idénticos. Es monotípica.